# Isola del Corno
L'isola del Corno o "La piramide" (Uiza du gallu in tabarchino) è un isolotto disabitato ubicato a circa un chilometro ad ovest di capo Sandalo (Isola di San Pietro); fa parte dell'arcipelago del Sulcis.

## Geografia
L'isolotto è prevalentemente roccioso e raggiunge l'altezza massima di 15 metri mentre la sua superficie è di circa 2000 metri quadrati.
Per la limpidezza delle sue acque e per la ricchezza dei suoi fondali è una nota meta di appassionati subacquei.